# Tanzânia nos Jogos Olímpicos de Verão de 1980
A Tanzânia competiu nos Jogos Olímpicos de Verão de 1980, em Moscou, União Soviética. O país ganhou suas primeiras medalhas olímpicas nesses Jogos.

## Medalhistas

### Prata
- Suleiman Nyambui — Atletismo, 5.000m masculino
- Filbert Bayi — Atletismo, 3.000m com obstáculos masculino

## Resultados por Evento

### Atletismo
100m masculino
- David Lukuba
  - Eliminatória — 10.74 (→ não avançou)

- Mwalimu Ali
  - Eliminatória — 10.86 (→ não avançou)

200m masculino
- David Lukuba
  - Eliminatória — 21.76 (→ não avançou))

- Mwalimu Ali
  - Eliminatória — 21.83 (→ não avançou)

800m masculino
- Musa Luliga
  - Eliminatória — 1:49.6
  - Semifinal — 1:51.5 (→ não avançou)

5.000m masculino
- Suleiman Nyambui
  - Eliminatória — 13:45.4
  - Semifinal — 13:30.2
  - Final — 13:21.6 (→  Medalha de prata)

- Zakariah Barie
  - Heat — 13:49.4
  - Semifinal — 13:44.9 (→ não avançou)

10.000m masculino
- Leodigard Martin
  - Eliminatória — 30:33.4 (→ não avançou)

- Suleiman Nyambui
  - Eliminatória — did not finish (→ não avançou)

- Zakariah Barie
  - Eliminatória — did not finish (→ não avançou)

Maratona masculina
- Emmanuel Ndiemandoi
  - Final — 2:16:47 (→ 14º lugar)

- Gidamis Shahanga
  - Final — 2:16:47 (→ 15º lugar)

- Leodigard Martin
  - Final — 2:18:21 (→ 23º lugar)

3.000m com obstáculos masculino
- Filbert Bayi
  - Eliminatória — 8:21.4
  - Semifinais — 8:16.2
  - Final — 8:12.4 (→  Medalha de prata)

Lançamento de dardo masculino
- Zakayo Malekwa
  - Classificatória — 71.58 m (→ não avançou, 16º lugar)

100m feminino
- Nzaeli Kyomo
  - Eliminatória — 11.77 (→ não avançou)

800m feminino
- Mwinga Mwanjala
  - Eliminatória — 2:05.2 (→ não avançou)

- Lilian Nyiti
  - Eliminatória — 2:11.1 (→ não avançou)

1.500m feminino
- Mwinga Mwanjala
  - Eliminatória — 4:20.9 (→ did not advance)

### Boxe
Peso Mosca (– 51 kg)
- Emmanuel Mlundwa 
  - Primeira rodada — Derrotou Talal Elchawa (Síria) após o árbitro interromper a luta no segundo round
  - Segunda rodada — Perdeu para Hugh Russell (Irlanda) por pontos (5-0)

Peso Galo (– 54 kg)
- Geraldi Issaick
  - Primeira rodada — Bye
  - Segunda rodada — Derrotou Jorge Monar (Equador) por pontos (3-2)
  - Terceira rodada — Derrotou Ganapathy Manoharan (Índia) após o árbitro interromper a luta no segundo round
  - Quartas-de-final — Perdeu para Juan Hernández (Cuba) após o árbitro interromper a luta no primeiro round

Peso Pena (– 57 kg)
- Issack Mabushi
  - Primeira rodada — Bye
  - Segunda rodada — Perdeu para Barri McGuigan (Irlanda) após o árbitro interromper a luta no terceiro round

Peso Leve (– 60 kg)
- Omari Golaya
  - Primeira rodada — Derrotou Kalervo Alanenpää (Suécia) por pontos (5-0)
  - Segunda rodada — Perdeu para Kazimierz Adach (Polônia) por pontos (0-5)

Peso Meio-médio ligeiro (– 63,5 kg)
- William Lyimo
  - Primeira rodada — Bye
  - Segunda rodada — Derrotou Khast Jamgan (Mongólia) por pontos (5-0)
  - Quartas-de-final — Perdeu para Anthony Willis (Grã-Bretanha) após nocaute no terceiro round

Peso Pesado (+ 81 kg)
- William Isangura
  - Primeira rodada — Perdeu para Grzegorz Skrzecz (Polônia) após o árbitro interromper a luta no primeiro round

### Hóquei

#### Competição Masculina
- Preliminary Round
  - Tanzânia — Índia 0-18
  - Tanzânia — Espanha 0-12
  - Tanzânia — Cuba 0-4
  - Tanzânia — União Soviética 2-11
  - Tanzânia — Polônia 1-9
- Partida de Classificação
  - 5º-6º lugar: Tanzânia — Cuba 1-4 → 6º lugar
- Elenco:
  - Leopold Gracias
  - BenedictMendes
  - Soter da Silva
  - Abraham Sykes
  - Yusuf Manwar
  - Singh Jaypal
  - Mohamed Manji
  - Rajabu Rajab
  - Jasbir Virdee
  - Islam Islam
  - Stephen d'Silva
  - Frederick Furtado
  - Taherali Hassanali
  - Anoop Mukundan
  - Patrick Toto
  - Julias Peter